# Ageratella
Ageratella, monotipski biljni rod čiji je jedini predstavnik meksički endem A. microphylla iz porodice glavočika. Postoje dva varijeteta

## Opis
Ageratella je mali rod iz zapadnog Meksika, s jednom vrstom s 3 varijeteta (kako je ovdje navedeno) ili s dvije vrste (Turner 1995.). Razlikovne značajke roda uključuju relativno kratke privjeske prašnika i oštre ljuske papusa. Za ovaj rod nije dostupno izvješće o kromosomima.

## Podvrste
1. Ageratella microphylla var. palmeri A.Gray  (Nayarit, Jalisco)
2. Ageratella microphylla var. sonorana B.L.Turner  (Sonora, Sinaloa)

## Vanjske poveznice
|  | Wikivrste imaju podatke o taksonu Ageratella |